# Elektronische Schutzmaßnahmen
Elektronische Schutzmaßnahmen (EloSM, englisch electronic protective measures oder electronic counter measures) sind neben den Elektronischen Gegenmaßnahmen (EloGM) und den Elektronischen Unterstützungsmaßnahmen (EloUM) ein Teil des Elektronischen Kampfes (EK). Sie haben das Ziel, die eigene Nutzung des elektromagnetischen Spektrums auch unter Wirkung elektronischer Gegenmaßnahmen sicherzustellen und umfassen taktische, betriebliche und technische Maßnahmen. Die Wirkung gegnerischer EloGM soll aufgehoben oder zumindest reduziert werden. EloSM ist eine Aufgabe aller Soldaten und Truppenteile, die das elektromagnetische Spektrum nutzen oder ihm ausgesetzt sind. Art und Umfang von EloSM müssen in Bezug auf eine mögliche Reduzierung der eigenen Auftragserfüllung angemessen sein.
Zu den elektronischen Schutzmaßnahmen gehört insbesondere auch der Abhörschutz, englisch Technical Surveillance Countermeasures (TSCM), deutsch „Gegenmaßnahmen gegen technische Überwachung“.

## Aktive und passive Maßnahmen
Elektronische Schutzmaßnahmen gliedern sich in aktive und passive elektronische Schutzmaßnahmen und dienen der Sicherstellung der eigenen Nutzung des elektromagnetischen Spektrums sowie der Kontrolle eigener elektromagnetischer Signaturen. Sie sichern die eigenen Fähigkeiten im Verbund Aufklärung-Führung-Wirkung und setzen zugleich diese Fähigkeiten beim Gegner herab. Sie tragen damit unmittelbar zum Schutz eigener Kräfte, dem Erhalt der Navigationsfähigkeit, der Wirksamkeit eigener Sensoren und Effektoren und damit zum Erhalt der Informations- und Führungsüberlegenheit bei.
Aktive Elektronische Schutzmaßnahmen beinhalten technische Lösungen, zum Beispiel Funkgeräte mit Frequenzsprungverfahren, Maßnahmen zur Reduzierung der Entdeckbarkeit durch Signaturreduzierung und Täuschung durch Scheinsignaturen. Beispiele für Passive Elektronische Schutzmaßnahmen sind besondere Ausbildung des Betriebspersonals oder die Einhaltung von Funkdisziplin, aber auch Laserblendschutz von Optiken und Augen.

## Dokumente und Begriffe
Grundlegende Dokumente für Elektronische Schutzmaßnahmen in der NATO sind die „MC 64/10 – Electronic Warfare Policy“ und die „AJP 3.6(A) – Allied Joint Electronic Warfare Doctrine“. In den ehemaligen Streitkräften des Warschauer Pakts wurde die Bezeichnung Gegenwirkung gegen die technischen Aufklärungsmittel des Gegners (GTAG) verwendet.

## Einzelne aktive Maßnahmen
- Erkennung gegnerischer EloGM
- Vermeidung von Ausstrahlungen in ungewünschte Richtungen (z. B. durch Richtfunk, gezielte Abschattung)
- Ausnutzung von Polarisation
- physische Bekämpfung der Stelle, von der die gegnerische EloGM ausgeht
- Frequenzspreizung
  - Frequenzsprungverfahren (Frequency Hopping Spread Spectrum – FHSS)
  - Direct Sequence Spread Spectrum (DSSS)
  - Time-Hopping Spread Spectrum (THSS)
  - Chirp Spread Spectrum (CSS)

Beim Frequenzsprungverfahren wird der verfügbare Frequenzbereich in einem Raster in einzelne Frequenzbänder unterteilt, die jeweils einen Kanal bereitstellen. Sender und Empfänger springen nun gleichzeitig auf diesen Kanälen herum. Die Sprungfrequenzen werden mit Hilfe eines Generators ermittelt. Die Sprungraten erstrecken sich von wenigen bis zu vielen tausend Sprüngen pro Sekunde. Die Verbindung kann nur gestört werden, wenn entweder ein großer Teil des ganzen Bereichs gestört wird, was viel Energie benötigt und möglicherweise eigene Verbindungen auch stört, oder wenn ein sogenannter „Following Jammer“ verwendet wird, der möglichst schnell den aktuellen Sprung ermittelt und dann stört.
Beim „Direct Sequence Spread Spectrum“ wird die Sendeenergie auf einen weiten Frequenzbereich verteilt. Dies verringert die Empfindlichkeit gegen einzelne Störer und erschwert die Aufklärung eigener elektronischer Abstrahlungen.